# Берестовець (Коростенський район)
Берестове́ць (до 1946 року — Татарнóвичі) — село в Україні, у Коростенській міській територіальній громаді Коростенського району Житомирської області. Кількість населення становить 288 осіб (2001). У 1923—2020 роках — адміністративний центр однойменної сільської ради.

## Загальна інформація
Розташоване за 18 км північно-східніше районного центру, м. Коростень та залізничної станції Коростень.

## Населення
Станом на 1885 рік в селі мешкало 630 осіб, налічувалося 64 дворових господарства.
Відповідно до результатів перепису населення Російської імперії 1897 року, загальна кількість мешканців села становила 1 126 осіб, з них: православних — 1 084, чоловіків — 528, жінок — 598.
Наприкінці 19 століття в селі нараховувалося 195 дворів та 1 130 мешканців, станом на 1906 рік в селі було 188 домогосподарств та 1 200 жителів. У 1923 році чисельність населення становила 1 387 осіб, кількість дворів — 250.
У 1972 році кількість мешканців становила 579 осіб, дворів — 330.
Відповідно до результатів перепису населення СРСР, кількість населення, станом на 12 січня 1989 року, становила 492 особи, станом на 5 грудня 2001 року, відповідно до перепису населення України, кількість мешканців села становила 288 осіб.

## Історія
Згадується в акті від 2 листопада 1629 року як власність Миколи Сурина, чиї піддані із села Татарновичі фігурували в справі копного суду про крадіжку меду з бортей селян сусіднього села Липлянське. У 1805 році, за кошти поміщика Тадея Тележинського, збудовано дерев'яну, криту бляхою, церкву.
Станом на 1885 рік — колишнє власницьке село Татарновицької волості Овруцького повіту Волинської губернії, на річці Лозниця, волосний центр, за 35 верст від центру повіту, м. Овруч. В селі був заїзд, парафіяльна церква. За 7 верст — залізорудний завод з водяним млином у Рудні-Кам'янці, до с. Ходаки 5 верст, до с. Дідковичі — 10 верст.
Наприкінці 19 століття — Татарновичі (пол. Tatarnowicze), село Татарновицької волості Овруцького повіту Волинської губернії, волосний центр. Розкинулося над річкою Лозницею, за 33 версти від центру повіту, м. Овруч. Місцева церква приписана до парафії с. Ходаки (за 5 верст), оновлена 1875 року, за кошти вірян та церкви. При церкві була дерев'яна дзвіниця. Землі при церкві не було, натомість парафіяни мали церковний податок збіжжям. Парафіян — 1 075 обох статей, дворів — 127. З 1884 року діяло однокласне народне училище. Великий землевласник — Володимир Раєвський.
У 1906 році — село Татарновицької волості (2-го стану) Овруцького повіту Волинської губернії. Відстань до повітового центру, м. Овруч, становила 35 верст. Найближче поштово-телеграфне відділення розташовувалося в містечку Іскорость.
У 1923 році включене до складу новоствореної Татарновицької (згодом — Берестовецька) сільської ради, котра, від 7 березня 1923 року, стала частиною новоутвореного Народицького району Коростенської округи; адміністративний центр ради. Розміщувалося за 25 верст від районного центру, містечка Народичі.
На фронтах радянсько-німецької війни воювали 257 селян, з них 103 загинули, 114 нагороджені орденами й медалями. На їх честь у 1967 році споруджено обеліск.
В радянські часи в селі розміщувалася бригада колгоспу, були восьмирічна школа, клуб, бібліотека, фельдшерсько-акушерський пункт.
7 червня 1946 року, відповідно до указу Президії Верховної ради УРСР «Про збереження історичних найменувань та уточнення і впорядкування існуючих назв сільрад і населених пунктів Житомирської області», село перейменоване на Берестовець. В складі сільської ради, входило до Чоповицького (5.03.1927 р., 17.02.1935 р.), Малинського (5.02.1931 р.), Народицького (28.11.1957 р., 8.12.1966 р.) та Коростенського (30.12.1962 р., 3.04.1967 р.) районів.
23 липня 1991 року, відповідно до постанови Кабінету Міністрів Української РСР № 106 «Про організацію виконання постанов Верховної Ради Української РСР…», село віднесене до зони гарантованого добровільного відселення (третя зона) внаслідок аварії на Чорнобильській АЕС.
12 червня 2020 року, відповідно до розпорядження Кабінету Міністрів України № 711-р «Про визначення адміністративних центрів та затвердження територій територіальних громад Житомирської області», територію та населені пункти Берестівської сільської ради Коростенського району включено до складу новоутвореної Коростенської міської територіальної громади Коростенського району Житомирської області.